# Pfarrkirche Weiden am See

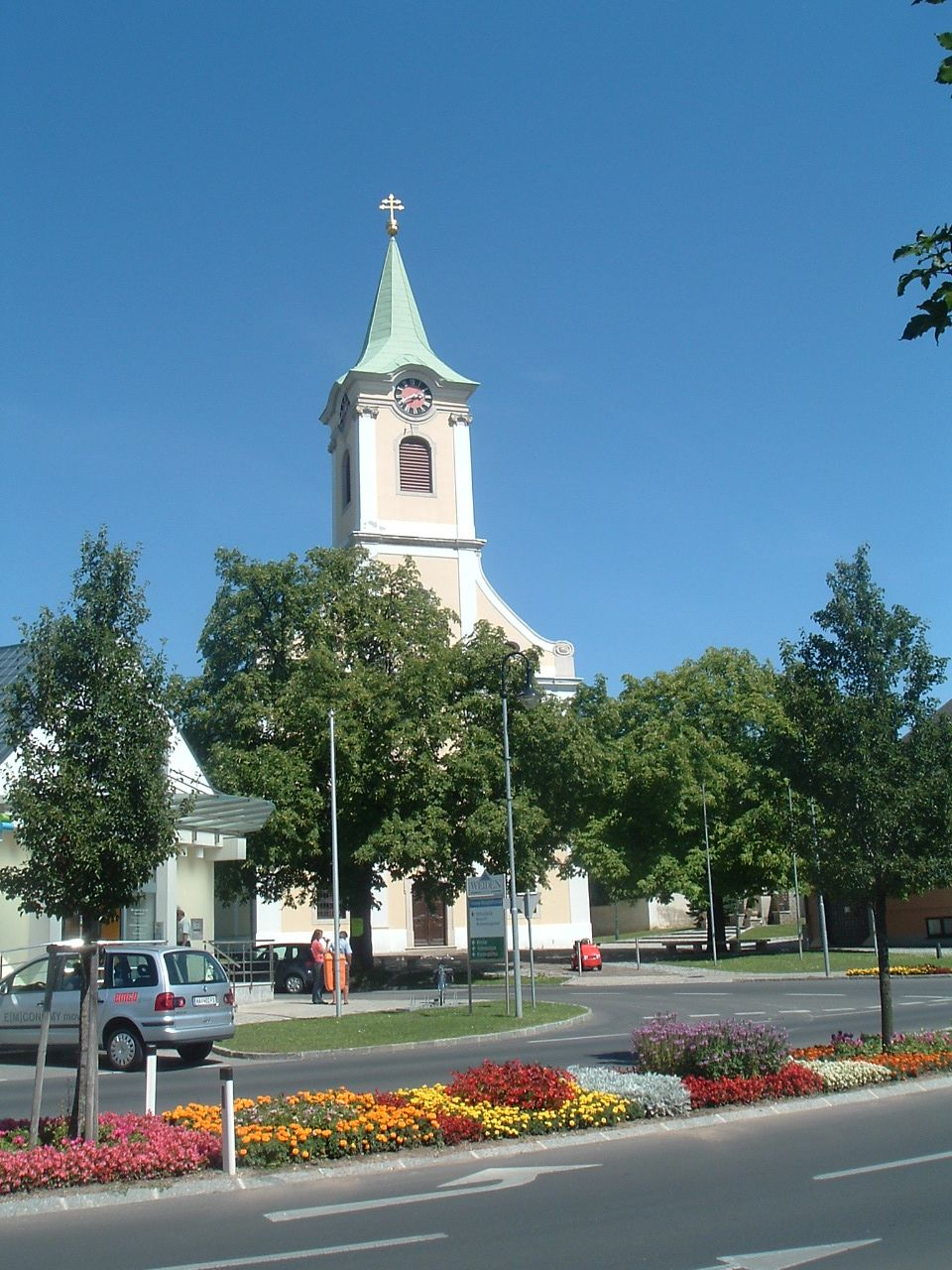
Katholische Pfarrkirche Hl. Dreifaltigkeit in Weiden am See

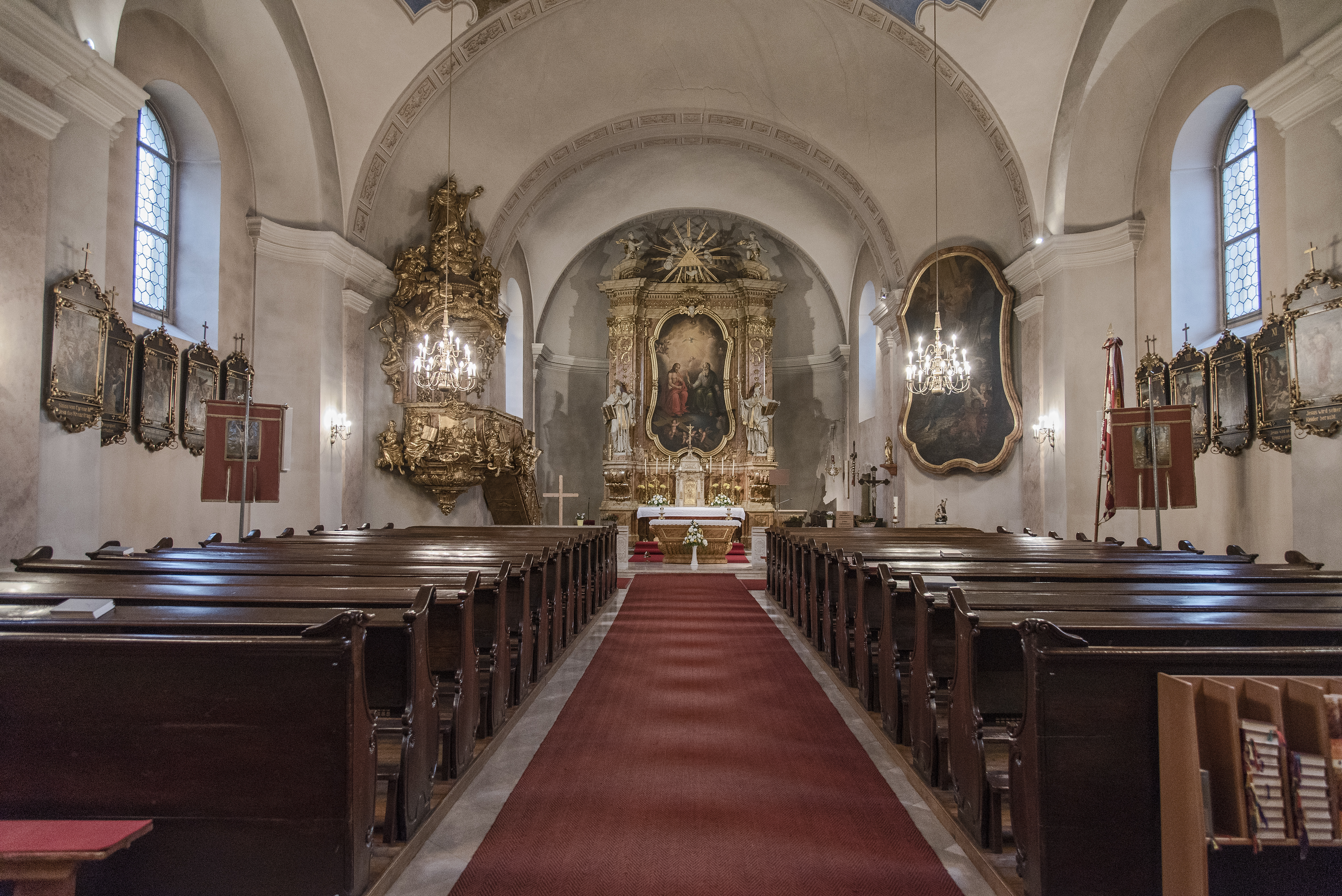
Innenansicht der Pfarrkirche

Die römisch-katholische Pfarrkirche Weiden am See steht in der Gemeinde Weiden am See im Bezirk Neusiedl am See im Burgenland. Sie ist der Heiligen Dreifaltigkeit geweiht und gehört zum Dekanat Neusiedl am See in der Diözese Eisenstadt. Das Bauwerk steht unter Denkmalschutz (Listeneintrag).

## Lagebeschreibung
Die Kirche steht im Ortsteil Neustift.

## Geschichte
Die Kirche wurde bereits vor der Reformation zur Pfarrkirche erhoben. Nach der Reformationszeit wurde sie 1688 wiedererrichtet. Der heutige Kirchenbau wurde in den Jahren 1782 bis 1786 neu errichtet. Nach Schäden während des Zweiten Weltkrieges im Jahr 1945 wurde sie renoviert. Eine weitere Renovierung erfolgte 1974.

## Architektur
Kirchenäußeres
Die Kirche ist ein spätbarocker Bau mit westlicher Turmfassade. Der eingezogene Chor hat einen 3/8-Schluss. Die breite Fassade wird durch Pilaster gegliedert. In den Nischen befinden sich Figuren der heiligen Könige Emmerich und Stephan. Über einem Volutengiebel ist ein eingeschoßiger Kirchturm mit Spitzhelm. An die Südseite des Chores schließt sich ein Sakristeianbau an.
Kircheninneres
Die Kirche ist ein hoher zweijochiger Saalraum. Die Decke ist platzlgewölbt zwischen Doppelgurtbögen, die auf flachen Doppelpilastern ruhen. Die Westwand zur Läutstube öffnet sich in drei Bogen. Die Empore hat eine geschweifte Brüstung, die über die zwei Rundstützen vorgezogen wurde. Die Fenster des Kirchenschiffes sind in breit gerundeten Nischen eingesetzt. Der Übergang zum Chorjoch erfolgt durch eine breite Kehle. Die Apsis ist innen flachelliptisch.

## Ausstattung
Der Hochaltar, die Kanzel, die Orgel und die Kirchenbänke stammen aus der ersten Hälfte des 18. Jahrhunderts. Sie stammen aus der ehemaligen Augustinereremitenkloster Bruck an der Leitha. Der Hochaltar wurde laut 1738 geschlossenem Vertrag nach einem Entwurf von Lucas von Hildebrandt geschaffen. Die gerade Altarwand wird von übereck gestellten Pilastern flankiert. Auf dem gesprengten Segmentgiebel sind Putten dargestellt sowie Figuren der heiligen Kirchenväter Ambrosius und Augustinus flankiert. Das Altarbild hängt in einem geschweiften Rahmen und zeigt die Heilige Dreifaltigkeit. Es wurde 1840 von S. J. Maisch gemalt. Die Kanzel weist ein reiches vegetabiles Dekor auf. Am geschweiften Korb sind auf Konsolen Sitzfiguren der vier Evangelisten. Auf dem Schalldeckel ist eine Figur des heiligen Augustinus mit zwei Frauenstatuen, die Hoffnung und Glaube darstellen. Die Bänke und der Beichtstuhl weisen geschnitzte Muschelornamente auf. Der Taufstein mit Wappenkartusche ist eine Stiftung von 1689. Das ehemalige Hochaltarbild zeigt die  heilige Maria Magdalena und hängt heute vis-a-vis der Kanzel. Es wurde von A. Herzog 1735 gemalt und 1976 restauriert. Über dem Beichtstuhl hängt ein Bild des heiligen Johannes Nepomuk aus der zweiten Hälfte des 18. Jahrhunderts. An der Südwand hängt ein Bild des heiligen Augustinus aus der ersten Hälfte des 19. Jahrhunderts. Die 14 Kreuzwegstationen entstanden in der zweiten Hälfte des 19. Jahrhunderts. Das Speisegitter ist eine durchbrochene Steinbalustrade aus dem zweiten Viertel des 18. Jahrhunderts.

## Orgel
Die Orgel mit 10 Registern stammt aus dem Jahr 1725 und wurde ursprünglich für die Klosterkirche in Bruck an der Leitha errichtet. Auf dem Prospekt stehen, in einem reichen Volutenkranz, eine Figur des Königs David sowie Engel.

## Glocke
Die Glocke wurde 1827 vom Josef Golner in Bratislava gegossen.